# Chelois
Le  chelois est un cépage de cuve français de raisins noirs.

## Origine et répartition géographique
Le cépage est une obtention de Albert Seibel (1844 - 1936) sur son terrain d'expérimentation près d'Aubenas. L'origine génétique est un croisement des cépages 5.163 Seibel x 5.593 Seibel. En 1955, le chelois couvrait en France une superficie plantée de 906 hectares. Au moment du classement des cépages, le chelois n'a pas été retenu et aujourd'hui il ne reste plus que quelques souches isolées. Actuellement, il est autorisé aux États-Unis (État de New York, 63 hectares) et au Canada.
Le chelois est une hybride avec des parentages de Vitis labrusca, Vitis vinifera, Vitis riparia, Vitis rupestris, Vitis cinerea et Vitis aestivalis.

## Caractères ampélographiques
- Feuilles adultes, à 5 lobes, un sinus pétiolaire en lyre, des dents ogivales, étroites.

## Aptitudes culturales
La maturité est de première époque comme le chasselas.

## Potentiel technologique
Les grappes sont moyennes et les baies sont de petite taille. La grappe est tronconique, étroite et compacte.
Cépage vigoureux et productif, certaines années il faudra opérer à un éclaircissage des grappes pour éviter de l'épuiser ou obtenir un degré alcoolique convenable. Il craint la sécheresse et les viroses.
Il donne de vins riches en couleur mais de faible qualité. Aux États-Unis, il est vinifié en vin rosé.

## Synonymes
Le Chelois noir est connu sous le nom de Seibel 10.878.